# Open Virtualization Format
OVF (Open Virtualization Format) - відкритий стандарт для зберігання і розповсюдження віртуальних машин. 
Стандарт описує відкритий, переносимий, розширюваний формат для розповсюдження образів віртуальних машин. Стандарт OVF не прив'язаний до певної реалізації гіпервізора або апаратної архітектури.

## OVF (OVA)
Пакет OVF складається з декількох файлів, розташованих, як правило, в одній теці. Пакет завжди містить рівно один файл опису з розширенням .ovf. Це XML-файл, що описує упаковану віртуальну машину і містить метадані пакету, такі, як назва, апаратні вимоги, посилання на інші файли в пакеті і описи. Окрім файлу опису, пакет OVF зазвичай містить один або декілька образів диска і може включати файли сертифікатів та інші файли.  Пакет OVA складається з одного файлу, який є TAR архівом теки з пакетом OVF.  

## Історія розвитку
Розробка стандарту OVF була розпочата у вересні 2007, біля витоків стояли такі компанії, як Dell, Hewlett-Packard, IBM, Microsoft, VMware та Xen.
ANSI ратифікували версію OVF 1.1.0 як власний стандарт INCITS 469-2010. 
Підтримується у:
- VirtualBox від Oracle;
- VMware ESX, VMware Workstation від VMWare.
- Microsoft Hyper-V

## Перенесення віртуальних машин між різними системами віртуалізації
Для перенесення віртуальних машин з однієї системи віртуалізації на іншу виробники вказаних систем випускають спеціальні інструменти, наприклад VMWare, Microsoft. 
За відсутності спеціальних інструментів можна виконати перенесення віртуальних машин вручну, проте при цьому необхідно враховувати деякі особливості.